# Travis Webb
Travis Webb (n. 8 octombrie 1910, Joplin⁠(d), Missouri, SUA – d. 27 ianuarie 1990, McMinnville⁠(d), Oregon, SUA) a fost un pilot de Formula 1. De-a lungul carierei a luat startul în 4 curse, niciuna din pole-position. Nu a câștigat nicio cursă și nu a terminat niciodată pe podium, acumulând 0 puncte în întreaga activitate ca pilot de Formula 1.